# Шичанин, Игорь Александрович
Игорь Александрович Шичанин (род. 6 декабря 1955, Советская Гавань, Хабаровский край) — российский политический деятель, дипломат, депутат Государственной Думы ФС РФ первого созыва (1993—1995), руководитель депутатской группы «Россия».

## Биография
Родился 6 декабря 1955 года в г. Советская Гавань Хабаровского края в семье военнослужащего.
В 1982 году окончил МГИМО МИД СССР. Работал в МИД СССР, затем — в МИД РФ.
С 1993 года — заведующий Отделом международного сотрудничества и по делам Содружества Независимых Государств Аппарата Правительства РФ.
В 1993—1995 годах — депутат Государственной Думы.
С 1996 года — топ-менеджер ряда компаний. В 2014—2015 годах заместитель генерального директора «Почты России» по внешним связям, в 2019—2020 годах — директор по работе с федеральными и региональными органами государственной власти En+ Group. С 2022 года — член советов директоров двух АО. Также ведёт социальный канал на Telegram «Будь в форме после 60».
Награждён медалью «За трудовое отличие»; женат, имеет троих детей.
Дипломатическая служба
Работал в МИД СССР/РФ с 1982 по 1993 гг.
В 1982—1987 гг. — референт, ст. референт, атташе, третий секретарь Управления по планированию внешнеполитических мероприятий.
В 1987—1992 гг. — второй секретарь, первый секретарь, советник, заведующий отделом СБСЕ Управления по безопасности и сотрудничеству в Европе.
В 1992—1993 гг. — начальник Управления по делам СНГ.
Дипломатический ранг — советник первого класса.
Участник переговоров по безопасности и сотрудничеству в Европе, встреч руководящих органов стран СНГ.

### Депутат Государственной думы
Депутат Государственной Думы Федерального Собрания РФ первого созыва (1993—1995).
Был членом фракции ПРЕС, заместителем председателя Комитета по организации работы Государственной Думы, членом Мандатной комиссии, членом Комиссии по депутатской этике, председателем Комиссии по разработке Регламента Государственной Думы.
В 1995 году — руководитель депутатской группы «Россия», член Совета Государственной Думы. Был избран председателем Общественно-политического объединения «Народное движение — Россия».